# Matai Seremaiah
Matai Seremaiah est un homme politique vanuatais.

## Biographie
Il est directeur général d'une entreprise de chargement et de déchargement de navires dans les îles du nord du Vanuatu, puis dirige une entreprise de transport maritime, avant d'entrer en politique. Se présentant sans étiquette, il est élu député de Luganville au Parlement du Vanuatu aux élections de janvier 2016. Il est alors nommé ministre de l'Agriculture, des Pêcheries et de la Sylviculture dans le large gouvernement de coalition formé par Charlot Salwai,. En juillet 2016 il lance une initiative de plantation d'un million de cocotiers en dix ans, à des fins d'exploitation et d'exportation non seulement du coprah mais aussi de l'huile de coco et du bois, et afin aussi de remplacer les cocotiers détruits par le cyclone Pam en 2015. Dans la lignée de la politique initiée en 2015 par son prédécesseur Christophe Emelee en septembre 2015, il interdit par décret en mai 2017 l'abattage des vaches en âge d'enfanter, afin d'accroître le nombre de vaches dans les élevages. Il tente d'enrayer ainsi la pratique coutumière de tuer des vaches lors d'« évènements familiaux importants ».
Matai Seremaiah rejoint en cours de législature le Parti des dirigeants de Vanuatu, de Jotham Napat. En novembre 2018, ce parti est écarté du gouvernement de coalition, et les deux hommes perdent leurs ministères, sans que le Premier ministre n'en explique la raison. En juin 2019, ils sont réintégrés au gouvernement, Matai Seremiah retrouvant son poste de ministre de l'Agriculture et remplaçant Hosea Nevu. Le gouvernement Salwai perd les élections législatives de mars 2020, auxquelles Matai Seremaiah conserve néanmoins son siège de député de Luganville. Les élections anticipées d'octobre 2022 portent au pouvoir un nouveau gouvernement de coalition mené par Ishmael Kalsakau ; Matai Seremaiah y est nommé ministre du Tourisme et du Commerce extérieur.Le gouvernement Kalsakau perd de peu sa majorité parlementaire début septembre 2023 en raison de défections et doit démissionner ; Matai Seremaiah se trouve à nouveau sur les bancs de l'opposition. De nouvelles défections un mois plus tard produisent un nouveau changement de majorité, et Charlot Salwai retrouve le pouvoir. Il nomme Matai Seremaiah vice-Premier ministre ainsi que 
ministre des Affaires étrangères, de la Coopération internationale et du Commerce extérieur.